# Noda Kyūho
Noda Kyūho (野田九浦) (né le 22 décembre 1879 à Tokyo ; mort le 2 novembre 1971 à Kichijōji) est un peintre japonais nihonga. 

## Vie et œuvre
Noda Kyūho reçoit ses premières leçons de peinture de la part de Terazaki Kōgyō. . En 1896, il commence ses études au "Tōkyō bijutsu gakkō" (東京美術学校), l'une des institutions précurseures de l'actuelle Université des arts de Tokyo, dans la section Nihonga. En 1898, il est exclu de son école pour mauvais comportement, et il se tourne vers le style yōga, tel qu'enseigné à l'école de la communauté d'artistes "Hakuba-kai" (白馬会). Il étudie également à l'école d'art Nihon Bijutsuin.
Lorsqu'en 1907 son tableau "Sermon de rue" est présenté au 1er"Bunte", le 2e prix lui est décerné. Soudainement, il devient un peintre connu. La même année, il accepte un poste au journal Osaka Asahi Shimbun (大阪朝日新聞) et participe aux efforts visant à faire d'Osaka une ville d'art. Au même moment, il illustre le livre "Kōfu" - "Le mineur" de Natsume Sōseki. Non seulement il travaille au sein du comité de sélection du "Bunte", mais il continue à recevoir lui-même des récompenses. En 1916, il rentre à Tokyo. En 1931, il est présenté à l'exposition de peinture japonaise à Berlin.
Après la Seconde Guerre mondiale, Noda devient membre de l'Académie japonaise des arts en 1947 et, un an plus tard professeur, à l'université des beaux-arts de Kanazawa (金沢美術工芸大学). En 1948, il devient président de la série d'expositions "Nitten". Après la fin de son mandat en 1958, il continue à travailler comme conseiller du "Nitten".
Noda a tenté de capturer les thèmes Yamato-e pour les temps présents grâce à une représentation précise ; il excelle dans la peinture historique basée sur la recherche de sources. On compte parmi ses œuvres importantes Visite au sanctuaire "Miyōken mōde" (妙見詣) et Le prêtre Kaisen Jōki travaillant à Erin (恵林寺の快川)